# عملیات فورچون
عملیات فورچن: نیرنگ جنگ (به انگلیسی: Operation Fortune: Ruse de guerre) یک فیلم جاسوسی کمدی-اکشن آمریکایی محصول ۲۰۲۳ به کارگردانی گای ریچی با بازی جیسون استاتهام در نقش اصلی در کنار آبری پلازا، جاش هارتنت، کری الویس و هیو گرانت در نقش‌های مکمل است.
این فیلم در ۴ ژانویه ۲۰۲۳ در مناطق بین‌المللی اکران شد و در ۳ مارس در ایالات متحده اکران شد. برای اکران دیجیتالی در آمازون پرایم ویدئو در بریتانیا در تاریخ ۷ آوریل برنامه‌ریزی شده‌است.

## خلاصه داستان
جیسون استاتهام نقش یک مأمور به‌نام اورسن فورچون را بر عهده دارد که توسط سازمان اتحاد اطلاعات جهانی به‌نام «فایو آیز» استخدام می‌شود تا سلاحی مرگبار و جدید را که می‌تواند نظم جهانی را برهم بزند، پیدا و جلوی فروش آن را بگیرد. او برخلاف میل باطنی‌اش باید با یک متخصص فناوری پیشرفته از سازمان CIA برای این مأموریت جهانی که باید در آن به یک تجارت میلیاردی اسلحه نفوذ شود، همکاری کند.

## بازیگران اصلی
- جیسون استاتهام در نقش اورسون فورچون
- آبری پلازا در نقش سارا فیدل
- جاش هارتنت در نقش دنی فرانچسکو
- کری الویس در نفش ناتان جسمین
- باگزی مالون در نفش جی. جی
- هیو گرانت در نقش سیموندز
- لوردز فابرس در نقش امیلیا
- ماکس بیسلی در نقش بن هریس
- ادی مارسن در نقش نایتون
- کان اورگانجی‌اوغلو در نقش کاسا

## تولید
در سپتامبر سال ۲۰۲۰ اعلام شد که گای ریچی این فیلم را کارگردانی می‌کند و جیسون استاتهام در این فیلم بازی می‌کند. در دسامبر، اوبری پلازا به بازیگران اضافه شد. کری الویس و باگی مالون نیز در ژانویه ۲۰۲۱ به گروه فیلمبرداری پیوستند.
فیلمبرداری از ۱۴ ژانویه ۲۰۲۱ آغاز و در ترکیه و قطر انجام شد. فیلم‌برداری اصلی در سپتامبر ۲۰۲۱ به پایان رسید.

## انتشار
این فیلم قرار است توسط کمپانی اس‌تی‌اکس انترتینمنت منتشر شود. در ابتدا برای اکران در ۲۱ ژانویه ۲۰۲۲ و بعد برای ۱۸ مارس ۲۰۲۲ برنامه‌ریزی شده بود. ولی در ۱۸ فوریه ۲۰۲۲، فیلم بدون اظهار نظر توسط استودیوهای سازنده از برنامه اکران خارج شد. گزارش‌ها حاکی از آن است که این فیلم از اکران خارج شد زیرا گانگسترهای اوکراینی را به عنوان تبه کار اصلی نشان می‌داد. تهیه‌کنندگان فیلم به دلیل ادامه مداخله نظامی روسیه در اوکراین که خشم جهانی را برانگیخته است، نمایش فیلمی با حضور «بدهای اوکراینی» بد سلیقه است.
سرانجام در نوامبر ۲۰۲۲، گزارش شد که این فیلم احتمالاً در داخل کشور از طریق یک سرویس استریم منتشر خواهد شد، در حالی که توزیع‌کنندگان بین‌المللی آن شروع به انتشار فیلم در ژانویه ۲۰۲۳ خواهند کرد.
در حالی که توزیع‌کنندگان بین‌المللی آن همچنان به اکران فیلم به صورت تئاتری ادامه می‌دهند، که از ۴ ژانویه ۲۰۲۳ آغاز شد.
در ۱۳ فوریه ۲۰۲۳، لاینزگیت فاش شد که حقوق پخش ایالات متحده را خریداری کرده و تاریخ اکران فیلم را در سینماها ۳ مارس ۲۰۲۳ اعلام کرد.
سپس گزارش شد که این فیلم در ۷ آوریل ۲۰۲۳ در آمازون پرایم ویدئو در بریتانیا منتشر خواهد شد.

## بازخورد

### فروش گیشه
تا ۲۴ مارس ۲۰۲۳، این فیلم ۶٫۵ میلیون دلار در ایالات متحده و کانادا، و ۳۱٫۳ میلیون دلار در سایر مناطق، به مجموع ۳۷٫۸ میلیون دلار در سرتاسر جهان به دست آورده‌است.
پیش‌بینی می‌شد در آخر هفته افتتاحیه خود از ۲۱۵۰ سینما ۳ تا ۶ میلیون دلار بفروشد. این فیلم در روز اول اکران ۱ میلیون دلار به دست آورد که شامل ۲۲۰٫۰۰۰ دلار از پیش نمایش‌های پنجشنبه شب بود. این فیلم برای اولین بار به ۳٫۱ میلیون دلار رسید و در رده هفتم قرار گرفت.

### پاسخ انتقادی
در وبگاه جمع‌آوری نقد راتن تومیتوز، ٪۵۲ از ۱۲۷ بررسی منتقدان مثبت است و میانگینِ امتیاز آن ۵٫۶/۱۰ است. اجماع این وبگاه چنین می‌نویسد: «عملیات فورچون می‌تواند با بهترین فیلم‌های اکشن مدرن همگام شود، تا حدودی قدرت شلیک کافی برای تماشاگرانی دارد که به دنبال چند هیجان بی‌کوشش هستند.» این فیلم در متاکریتیک که از میانگین وزنی استفاده می‌کند، بر اساس نظر ۳۱ منتقدین امتیاز ۵۰ از ۱۰۰ را کسب کرده که نشان‌گر «نقدهای مختلط یا متوسط» است. تماشاگرانی که توسط سینماسکور مورد بررسی قرار گرفتند به فیلم نمره متوسط «B+» در مقیاس A+ تا F دادند.